# Бонапартизм

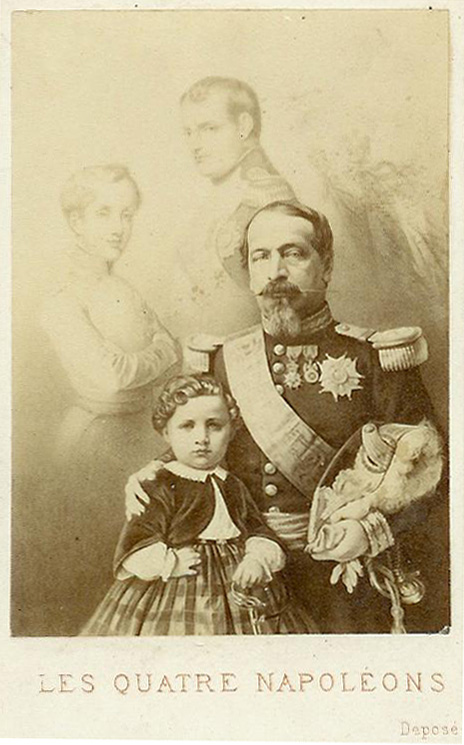
«Чотири Наполеони», пропагандистське зображення 1858 із зображенням Наполеона I, Наполеона II, Наполеона III та Луї-Наполеона, імператорського принца

Герб Бонапарта

Бонапартизм (фр. Bonapartisme; від прізвища французького імператора Наполеона І Бонапарта) — політичний режим, що установився у Франції після 1799 року. Сильна, одноосібна диктаторська влада (різновид авторитаризму) трималася на персональному авторитеті Наполеона І Бонапарта, силі армії та міцному державному апараті. Наполеон взяв на озброєння народжену ідею єдності нації, але надав їй іншого значення — не ідея захисту Вітчизни, а боротьба за першість Франції на міжнародній арені. Був підтриманий народом (приміром, через плебісцит) і закріплений у державному законодавстві. Саме від бонапартизму починають існування політичні доктрини, що апологетизували «вождя нації, народу», який був переконаний, що лише він втілює волю народу і сам нею керує. Особливістю бонапартизму є домінування виконавчої влади. Армія перетворилася зі збройних сил на національну святиню, її головнокомандувач почав все більше набувати сакральних рис. Бонапартизм супроводжувався активним наступом на демократичні свободи, агресивною зовнішньою політикою. Влада бонапартизму реалізовувалась за допомогою поліцейсько-бюрократичного апарату та церкви.